# شهرستان القاهره
ناحیهٔ القاهرة (به عربی: مدیریة القاهرة) یک ناحیه در یمن است که در استان تعز واقع شده‌است.

## خصوصیات
ناحیهٔ القاهرة ۱۴۹٬۳۹۴ نفر جمعیت دارد.